# Cầu cho xe nâng lên container
Cầu dẫn xe nâng lên container là thiết bị tạo độ dốc cho phép xe nâng chạy từ mặt đất lên thùng container khi còn trên rơmooc để bốc xếp hàng.

## Các loại cầu dẫn xe nâng lên container

### Cầu dẫn loại có hai bánh loại lớn phía trước
Loại này với thiết kế thép chịu lực cho thời gian sử dụng lâu dài, ngoài ra độ dốc của cầu có thể thay đổi được. Với hệ thống bánh xe phía trước giúp cầu dễ dang di chuyển được.

### Cầu dẫn sử dụng chân chống có thể nâng hạ
Tương tự loại này sử dung chân chống với thiết kế có thể nâng hạ được tầm từ 1,3m đến 1,6m. Đa số là phù hợp với tất cả các loại container trên rơmooc.

### Loại khác
Ngoài ra còn có một số kiểu đặc biệt dành cho quân đội khi vận chuyển khí tài lên xe chuyên dụng, không nhất thiết là container.

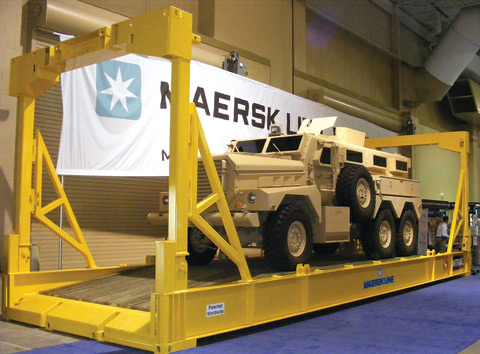